# Otacilia longtanica
Otacilia longtanica es una especie de araña araneomorfa del género Otacilia, familia Phrurolithidae. Fue descrita científicamente por Liu en 2020.
Habita en China. El holotipo femenino mide 4,81 mm.